# Wahlen in St. Vincent und den Grenadinen 1957
Die Wahlen in St. Vincent und den Grenadinen (1957 Vincentian general election) wurden am 12. September 1957 in St. Vincent und den Grenadinen durchgeführt. Fünf der acht wählbaren Sitze wurden von der People’s Political Party (PPP) errungen. Ebenezer Joshua (PPP) wurde zum Chief Minister ernannt.

## House of Assembly
1957 bestand das House of Assembly von St. Vincent und den Grenadinen aus vierzehn Mitgliedern, von denen acht direkt gewählt wurden.
Zum „Rat“ gehörte auch der Gouverneur der Kolonie, der so genannte „Administrator“ der Krone. Zwei Mitglieder kraft Amtes waren der Crown Attorney und der Treasurer, daneben wurden drei Mitglieder vom Gouverneur ernannt. Die acht wählbaren Mitglieder wurden durch Mehrheitswahl von den Bürgern gewählt.

## Wahlergebnisse
|                                   |                                    |         |       |       |       |     |
| Partei                            | Partei                             | Stimmen | %     | +/-   | Sitze | +/- |
|                                   | People’s Political Party (PPP)     | 9.702   | 49,35 | 9,06  | 5     | 2   |
|                                   | Saint Vincent Labour Party (SVLP)  | 3.741   | 19,03 |       | 0     |     |
|                                   | People’s Liberation Movement (PLM) | 2.981   | 15,16 |       | 1     |     |
|                                   | Unabhängige                        | 3.234   | 16,45 | 43,26 | 2     | 3   |
|                                   |                                    |         |       |       |       |     |
| gültige Stimmen                   | gültige Stimmen                    | 19.658  | 89,59 |       |       |     |
| ungültige Stimmen                 | ungültige Stimmen                  | 2.285   | 10,41 |       |       |     |
| Gesamt                            | Gesamt                             | 21.943  | 100   | -     | 8     |     |
| Abstentions                       | Abstentions                        | 16.873  | 29,12 |       |       |     |
| Wahlberechtigte / Wahlbeteiligung | Wahlberechtigte / Wahlbeteiligung  | 30.960  | 70,88 |       |       |     |

| Absolute Mehrheit |     |     |
| ↓                 |     |     |
| 1                 | 2   | 5   |
| PLM               | Ind | PPP |

## Ergebnisse nach Wahlkreis
- SVLP: Saint Vincent Labour Party, Zahl der Kandidaten: 6, Chef: Robert Milton Cato
- PPP: People’s Political Party, Zahl der Kandidaten: 8, Chef: Ebenezer Joshua
- PLM: People’s Liberation Movement, Zahl der Kandidaten: 5, Chef: Herman Young
- IND: Unabhängige, Zahl der Kandidaten: 6

Gesamt: 25 Kandidaten
| Wahlkreis        | Partei | Partei | Partei | Partei | Gültige Stimmen |
| Wahlkreis        | SVLP   | PPP    | PLM    | IND    | Gültige Stimmen |
| ---------------- | ------ | ------ | ------ | ------ | --------------- |
| North Leeward    | 1.075  | 439    | 133    | 1.203  | 2.850           |
| South Leeward    | 688    | 524    | 1.124  | -      | 2.336           |
| Kingstown        | 1.007  | 1.661  | -      | -      | 2.668           |
| St. George       | 348    | 1.250  | -      | 954    | 2.552           |
| South Windward   | 507    | 1.210  | 383    | 91     | 2.191           |
| Central Windward | 116    | 1.606  | 883    | 36     | 2.641           |
| North Windward   | -      | 2.286  | 458    | -      | 2.744           |
| Grenadines       | -      | 726    | -      | 950    | 1.676           |
| Gesamt           | 3.741  | 9.702  | 2.981  | 3.234  | 19.658          |

## Gewählte Abgeordnete
| Wahlkreis        | Scheidender Abgeordneter | Partei | Partei | Gewählter Abgeordneter    | Partei | Partei |
| ---------------- | ------------------------ | ------ | ------ | ------------------------- | ------ | ------ |
| North Leeward    | Edmund Arnold Joachim    |        | PPP    | Samuel Eric Slater        |        | IND    |
| South Leeward    | Herman Fraser Young      |        | PPP    | Herman Fraser Young       |        | MPL    |
| Kingstown        | Rudolph Elliott Baynes   |        | IND    | Earlmont Stinson Campbell |        | PPP    |
| St. George       | Julian Augustus Baynes   |        | IND    | Henry Afflick Haynes      |        | PPP    |
| South Windward   | Levi Calvert Latham      |        | IND    | Levi Calvert Latham       |        | PPP    |
| Central Windward | George Hamilton Charles  |        | IND    | Ebenezer Joshua           |        | PPP    |
| North Windward   | Ebenezer Joshua          |        | PPP    | Ivy Inez Joshua           |        | PPP    |
| Grenadines       | Clive Leonard Tannis     |        | IND    | Clive Leonard Tannis      |        | IND    |